# Bolesław Piasecki
Bolesław Bogdan Piasecki, alias Leon Całka, Wojciech z Królewca, Sablewski (18 février 1915 - 1er janvier 1979) était un homme politique et écrivain nationaliste polonais, avocat et publiciste. Dans les années 1935-1939, il est le chef du Camp national-radical « Falanga », prisonnier politique du lieu de détention de Bereza Kartuska, officier de l'armée polonaise. Pendant la Seconde guerre mondiale, il fonde la Konfederacja Narodu. Il fut le président de longue date de l'association « Pax ». Dans les années 1971-1979, il est membre du Conseil d'État de la République populaire de Pologne.

## Biographie

### Avant la Seconde Guerre mondiale
Il est né dans une famille cléricale en tant que fils de Ludomir (1876–1947) et Pelagia née Kotnowska. Son père était agronome.
En 1927, il commença à fréquenter le Gymnasium de Jan Zamoyski à Varsovie. Pendant ses années scolaires, il a été actif dans le mouvement scout, où il a servi comme adjoint et plus tard comme adjudant. En mai 1931, il réussit ses examens finaux. Il est diplômé d'études de droit à l'Université de Varsovie en 1935. Au cours de ses études, il a dirigé le département académique du camp de la Grande Pologne et a été actif dans la section jeunesse du Parti national (Pologne) (en). Il fut l'un des fondateurs du Camp national-radical, puis, après la scission, le leader du Mouvement National-Radical « Falanga », prêchant des opinions anticommunistes et antisémites. Son parti et les opinions d'alors de Bolesław Piasecki sont parfois décrits comme ouvertement fascistes Dans la nuit du 15 au 16 juin 1934, il est interné au camp de Bereza Kartuska. Après sa libération (en septembre 1934), il dirigea le CNR "Falanga", interdit,.

### Les années de guerre et d'occupation
Il participe à la campagne de septembre en tant que sous-lieutenant d'armes blindées. Après la campagne, il est arrêté par la Gestapo et emprisonné jusqu'en avril 1940. Libéré de prison après l'intervention d'une des familles italiennes influentes. Après avoir rejoint la clandestinité, il fonde une organisation appelée Konfederacja Narodu
Il a échappé à l'internement à temps. De retour dans le centre de la Pologne, il poursuit ses activités clandestines, cette fois contre le Comité polonais de libération nationale. En novembre 1944, il est arrêté par les autorités militaires et emprisonné à Lublin, interrogé à plusieurs reprises par le général Ivan Serov. Dans une lettre à Serov, il a déclaré son soutien aux réformes sociales introduites par les nouvelles autorités, les réformes agraires et la nationalisation de l'industrie, et a déclaré sa volonté de faire sortir les gens de la clandestinité armée... Il a également décrit son parcours de vie, les activités anti-sanitaires, le camp de Bereza, l'arrestation par la Gestapo, le complot et les partisans anti-nazis. Dans le même temps, il présente aux autorités de l'Etat un mémorandum reprenant les principales thèses du milieu naissant "Aujourd'hui et Demain". En juillet 1945, il est libéré de prison.

### L'époque de la Pologne populaire
Après la guerre, il a cofondé et dirigé la soi-disant un mouvement socialement progressiste de laïcs catholiques, soutenant les autorités communistes, centré autour de l'hebdomadaire « Dziś i Jutro ». En 1947, il crée l'Association "Pax" et dirige son conseil d'administration jusqu'à la fin de sa vie, après l'attitude bienveillante initiale de l'Église catholique polonaise envers sa personne et son organisation, leurs chemins se séparent finalement en 1953, lorsque Bolesław Piasecki persuade sans succès le cardinal Stefan Wyszyński de reconnaître le droit du Parti ouvrier unifié polonais pour la sélection des candidats aux postes épiscopaux. Les activités de "Pax" ont été évaluées encore plus sévèrement par le Vatican. Le livre de Bolesław Piasecki publié en 1954 -Problèmes importants, les articles des années 1945-1954 ont été condamnés et inscrits à l'Index des livres interdits par le magistère de l'Église par un décret du 28 juin 1955, avec l'hebdomadaire Paks « Dziś i Jutro ». Bolesław Piasecki n'a jamais officiellement retiré les opinions qui y étaient exprimées, mais dès que les titres susmentionnés ont été inclus dans l'Index, il a retiré de la vente Questions essentielles et, en mai 1956, l'hebdomadaire « Dziś i Jutro » a été fermé et remplacé par un nouveau revue "Kierunki"
Immédiatement après la guerre, il collabore avec le Bureau de la sécurité publique. Il a reçu le surnom de "Tatar". Il a participé à l'opération de décryptage de l'environnement de l'émigration politique polonaise à Londres. Selon certaines informations, le colonel Julii Brystygierowa voulait renforcer sa position contre les autorités grâce à la coopération.
Il était sceptique quant au dégel politique en 1956, la même année il soutenait la faction pro-soviétique et stalinienne de Natolin dans la lutte pour le pouvoir avec les habitants de Puławy, qui, selon lui, étaient dominés par les Juifs.
en 1956, il est pendant plusieurs mois membre du présidium du comité national du front national. il a été membre du sejm de la République populaire de Pologne des 4e, 5e, 6e et 7e mandats à partir de 1965 (il était en même temps président du groupe parlementaire "Pax"). de 1971 à 1979, il est membre du conseil d'état en mars 1968, avec l'ensemble des "pax", il a soutenu la campagne anti-intelligentsia et antisémite organisée par la faction du parti de Mieczysław Moczar.
Le 22 janvier 1957, son fils de 15 ans, Bohdan, étudiant à St. Augustin et assassiné ce jour-là. Ce n'est que le 8 décembre 1958 que son corps est retrouvé. Bien que l'on ait cru que le motif de l'enlèvement et du meurtre était la vengeance de Bolesław Piasecki pour son activité politique passée, l'enquête contemporaine de l'Institut de la mémoire nationale penche vers la version selon laquelle l'enlèvement et le crime étaient motivés par le désir d'extorquer un rançon de son père, qui était à l'époque l'une des personnes les plus riches de Pologne. Les responsables de ce crime n'ont jamais été retrouvés et punis malgré les efforts de leur père et pendant la plus longue période de l'histoire de la République populaire de Pologne, l'enquête (clôturée en 1982), au cours de laquelle la liste des personnes soumises à des activités opérationnelles - interrogées, traquées, mises sur écoute - s'élevait à plus de 160 000 noms.
Des personnes impliquées dans une tentative d'extorsion de rançon ont également été soupçonnées, qui avaient auparavant été employées au ministère de l'Intérieur (la soi-disant « faction juive » du ministère de l'Intérieur, dirigée par le vice-ministre Antoni Alster). Selon l'une des hypothèses, le crime était une vengeance juive pour les activités "antisémites et fascistes" de Bolesław Piasecki dans l'entre-deux-guerres - la milice citoyenne, cependant, n'a pas pu interroger les suspects, car après l'enlèvement de Bohdan Piasecki, tous sont allés à l'étranger, et la plupart ont migrés en Israël. Selon un autre, le meurtre a été perpétré par un groupe de fonctionnaires du Bureau de la sécurité d'origine juive. Il pourrait aussi s'agir de jeux entre factions au sein de l'appareil sécuritaire, et l'assassinat aurait pu être imprévu.
En République populaire de Pologne, les informations sur Bolesław Piasecki ont fait l'objet d' une censure partielle, qui a fait en sorte que les informations mentionnant son nom à côté des autorités communistes associées au PZPR n'apparaissent pas dans les médias.
Après une grave maladie, Bolesław Piasecki décède le 1er janvier 1979. En apprenant sa mort, le cardinal Stefan Wyszyński, primat de Pologne, célèbre une messe. et autorisé le P. Stefan Piotrowski d'informer les fidèles lors des obsèques. Le 4 janvier 1979, le cercueil avec son cadavre a été exposé au Palais du Primat à Varsovie. Les cérémonies funéraires ont eu lieu le même jour au cimetière Powązki à Varsovie (Quartier 216-VI-33/34). Les funérailles ont été suivies par membre du Politburo du Comité central du Parti ouvrier unifié polonais et vice-président du Conseil d'État Władysław Kruczek, vice-président du Sejm Halina Skibniewska, membres du Conseil d'Etat prof. Jan Szczepański et Stanisław Wroński, Ludomir Stasiak, secrétaire du Conseil d'État, Wit Drapich, vice-président du Comité national FJN, et des délégations du Parti populaire tchécoslovaque et de l'Union chrétienne-démocrate.

## Vie privée
Il a été marié deux fois. Pour la première fois avec Halina Kopeć, une soldate de l'Armée de l'intérieur. Ils eurent deux fils : Bohdan (1941–1957) et Jarosław (né en 1943). L'épouse est décédée lors de l'Insurrection de Varsovie. En 1948, Piasecki épousa Barbara Kolendo (1923–2005), une agente de liaison du KN, et ensemble ils eurent cinq enfants : Zdzisław, Ładysław (né en 1961), Bożena, Marzenna et Halina.
Bolesław Piasecki a été choisi comme patron de son magazine par Tygodnik Ojczyzna, édité par un ancien militant de Pax, Bogusław Jeznach.

## Livres
- Duch czasów Nowych a Ruch Młodych, Varsovie 1935.
- Wielka Ideologia Narodu Polskiego, 1940
- Zagadnienia istotne. Artykuły z lat 1945–1954, Varsovie 1954.
- Patriotyzm polski, Varsovie 1958